# Теория на счупените прозорци
Теория на счупените прозорци (на английски: broken windows theory) е теория, разглеждаща малките нарушения на реда не само като индикатор за криминогенната обстановка, но и активен фактор, влияещ на нивото на престъпност, като цяло. Тя е формулирана през 1982 година от двама американски социолози. Названието идва от примера, който авторите привеждат: „Ако в една сграда е счупен един прозорец и никой не го ремонтира, то след определено време в тази сграда няма да остане нито един здрав прозорец“.

## Теория
Теорията твърди, че когато обществото пропуска и не обръща внимание на малките нарушения на реда като изхвърлянето на битови отпадъци на места извън предназначените, вандализъм, пиене на алкохол на публични места и други, провокира други хора към извършване на подобни или по-сериозни нарушения. Психологическият механизъм за това се илюстрира по следния начин: „Ако за другите може, защо не и за мен?“. При това нивото на нарушаване на правилата става все по-ниско и рано или късно води до по-сериозни нарушения.
И обратно, активната работа по предотвратяването на малките нарушения и наказването на нарушителите, дори за най-малките нарушения, създава атмосфера на нетърпимост към всички нарушения (нулева търпимост).

## Практическо прилагане
Теорията намира широко приложение на практика – първоначално в Ню Йорк и след това в много градове на САЩ, Европа, Южна Африка и други. Пръв започва това новият кмет на Ню Йорк, Рудолф Джулиани, през 1994 година, и новият комисар на полицията Уилям Братън, които обявяват война на такива малки нарушения като графити, просията, пътуването без билети и други. В резултат на това броят на престъпленията значително намалява и гражданите започват да живеят в един по-чист и спокоен град.

## Експериментална проверка
Социолозите в университета Гронинген (Нидерландия) са провели шест експеримента за правилността на теорията.

### Eксперимент 1
Първият експеримент е проведен на улица, на която има много магазини и където хората паркират велосипедите си при покупки. На стената има поставен голям надпис, забраняващ да се рисува на стените. Първоначално стената е чиста. Експеримантаторите поставили на всеки велосипед рекламна бележка на несъществуващ магазин. Тъй като не е имало кошчета за отпадъци, собствениците имат три варианта – да хвърлят бележката, да я поставят на друг велосипед или да я вземат със себе си. Първите две се считат за нарушение.
От 77 велосипедисти само 25 (33%) са се държали некултурно. След това експериментът е проведен при същите условия, като стената е нацапана с различни безсмислени рисунки. При това 53 души от 77 (69%) са замърсили. По такъв начин нарушаването на забраната да се рисува на стената, води до провокиране на хората да нарушават правилата за замърсяване на улицата.

### Експеримент 2
Вторият експеримент трябва да покаже дали теорията се отнася само за общовалидни правила, или важи и за местни правила. Изследователите преграждат главния вход на паркинг с ограда и оставят широк отвор в нея. Поставят знак „Вход забранен, обиколи на 200 метра“ и надпис „Забранено е да се закрепват велосипеди към оградата“. И отново са изпробвани два варианта: спазен или нарушен ред. В първия случай до оградата има четири велосипеда, които не са закрепени на оградата и втори: със закрепени към оградата велосипеди. Резултатът е: през отвора са преминали 27% в случая на ненарушение и 82% в случая на нарушение.

### Експеримент 3
Третият експеримент е проведен в подземен паркинг на супермаркет, където е поставен добре видим надпис „Моля, върнете взетите от магазина колички“. В ситуацията на спазени правила в паркинга няма колички, а в случая с нарушен ред има четири колички. Към колите на посетителите се поставят подобни на първия експеримент рекламни материали. В първия случай на земята са хвърлени рекламите от 30% от водачите, във втория – от 58%.

### Експеримент 4
Четвъртият експеримент е подобен на първия. Разликата е в използването на звуково нарушение „бомбички“, които са забранени да се използват в Нидерландия. При случай, че има нарушение на реда от този вид, хората изхвърлят поставените листове с реклами по-често на земята.

### Експерименти 5 и 6
В петия и шестия експеримент хората са провокирани на малка кражба. От пощенската кутия стърчи плик с прозрачно прозорче, от което се вижда банкнота от 5 евро. Експериментаторите наблюдават преминаващите близо хора, като броят кражбите. В ситуацията със спазен ред пощенската кутия е чиста и няма боклук наоколо. В случая на нарушен ред или кутията е изрисувана, или има боклук наоколо.
В ситуацията на „спазен ред“ само 13% от преминаващите 71 души са взели плика. В случай на изрисувана кутия 27% от преминаващите (експеримент 5) (от 60 души) и при разхвърляния боклук (експеримент 6) 25% от хората са провокирани към кражба (от 72 души).